# Friedrich Wilhelm von Schmettau
Friedrich Wilhelm von Schmettau (* 6. Oktober 1662; † 18. April 1735 in Kopenhagen) war ein römisch-deutscher, später dänischer Offizier und Diplomat.

## Familie
Schmettau war der Sohn des Reichsrats Ernst von Schmettau zu Dremling (1622–1687) in Schlesien (Länder der Böhmischen Krone) und der Elisabeth Nüsser. Vater Ernst war u. a. Kaufmannsältester in Breslau und Herr auf Ober-Drömling. Sowohl Friedrich Wilhelm als auch sein älterer Bruder Samuel von Schmettau (1657–1709), brandenburgischer Intendant, Herr auf Ober- und Nieder-Drömling und königlich-preußischer Amtskammerrat der Botschaft in London (Resident), wurden 1701 vom römisch-deutschen Kaiser in den Reichsfreiherrenstand erhoben.
Er heiratete am 24. Januar 1708 Anna Margarethe von Brandt (1685–1768), eine Tochter des dänischen Rentmeisters und des Generalkriegskommissars Peter von Brandt († 1701) und der Oberhofmeisterin Abigael Marie von Stöcken. Sie wurden Eltern von zwei Kindern, Leopold von Schmettau (1714–1777) und Friederike Wilhelmine (1716–?), die 1737 mit Heinrich Wilhelm von Schmettau einen entfernten Verwandten heiratete. Seine Witwe wurde 1753 Oberhofmeisterin des Prinzen Friedrich und starb 1768 als Dekanin des Stifts Vallø.

## Leben
Schmettau trat 1700 während des Feldzugs in den Herzogtümern Schleswig und Holstein als Generaladjutant des Oberbefehlshabers Herzog Ferdinand Wilhelm von Württemberg in dänische Dienste. Er wurde in dieser Position zum Oberstleutnant befördert und bald beim Ahlefeldtschen Kürassierregiment eingesetzt. Von 1701 bis 1714 nahm er im Dänischen Hilfskorps am Spanischen Erbfolgekrieg teil. Schmettau wurde 1702 Oberst und Kommandeur des fünften Jütländischen Kavallerieregiments. Bei der Zweiten Schlacht bei Höchstädt verlor er 1704 einen Arm. Fünf Jahre später erhielt er die Beförderung zum Brigadier und 1711 zum Generalmajor. Mehrfach wurde Schmettau zu Verhandlungen mit den Generalstaaten eingesetzt. Nach seinem Abschied 1716 blieb er weiterhin mit Dänemark verbunden.
Christian VI. nahm nach seiner Thronbesteigung Änderungen in der Besetzung der wichtigeren diplomatischen Posten vor. Schmettau sollte ab April 1731 als dänischer Gesandter in Stockholm für eine schwedenfreundliche Politik des Königs werben. Er befürwortete diese, fand jedoch zunächst wenig Unterstützung bei den führenden schwedischen Staatsmännern. Nachdem sich 1733 eine Kehrtwende abgezeichnet hatte, musste Schmettau aus gesundheitlichen Gründen einen Urlaub beantragen. Er starb am 18. April 1735. Vier Jahre zuvor war er Geheimer Rat und Ritter des Dannebrogs geworden, später hatte er den Ehrenrang eines Generalleutnants erhalten.

## Belege
1. 1 2 3 4  Hans Walter Harbou: v. Schmettau, Frederik Vilhelm. In: Carl Frederik Bricka (Hrsg.): Dansk biografisk Lexikon. Tillige omfattende Norge for Tidsrummet 1537–1814. 1. Auflage. Band 15: Scalabrini–Skanke. Gyldendalske Boghandels Forlag, Kopenhagen 1901, S. 199–200 (dänisch, runeberg.org). Abgerufen am 10. Juni 2024.
2. ↑  Schmettau (Schmettow), NDB-Artikel
3. ↑  Brandt. Auszug der Stammtafel und Wappen; abgerufen am 9. Juni 2024.
4. ↑  Anna Margrethe Brandt. Dänisch, reventlow.dk, abgerufen am 12. Juni 2024.

| Personendaten    | Personendaten                             |
| ---------------- | ----------------------------------------- |
| NAME             | Schmettau, Friedrich Wilhelm von          |
| ALTERNATIVNAMEN  | Schmettau, Frederik Vilhelm von (dänisch) |
| KURZBESCHREIBUNG | dänischer Offizier und Diplomat           |
| GEBURTSDATUM     | 6. Oktober 1662                           |
| STERBEDATUM      | 18. April 1735                            |
| STERBEORT        | Kopenhagen, Dänemark                      |